# Teoria da estabilidade hegemônica
A teoria da estabilidade hegemônica se baseia na ideia de que o mundo, para ser estável, só pode funcionar mediante regimes impostos. Ou seja, a estabilidade só seria alcançada caso houvesse uma potência hegemônica que assumisse a liderança. Essa estabilidade hegemônica pôde ser comprovada no século XIX, durante a Pax Britannica e durante o padrão Bretton Woods (1945–1973). A problemática dada por essa teoria seria a de que quanto maior um regime hegemônico, mais difícil é de se controlar e de se convergir interesses.
Além do mais, a estabilidade só se garantiria se essa potência hegemônica estivesse no poder, senão esse sistema ruiria.
1. ↑  Morales Ruvalcaba, Daniel (2017). «El fin del ciclo hegemónico de Estados Unidos». Foreign Affairs Latinoamerica